# Archipel Wilhelm
Pour les articles homonymes, voir Wilhelm.
L'archipel Wilhelm est un archipel de la côte ouest de la péninsule Antarctique.

## Géographie et histoire
Il est constitué en une myriade d'îles dont les deux plus grandes sont l'île Booth et l'île Hovgaard. Situé sur la côte ouest de la Terre de Graham, l'archipel se trouve au sud du détroit de Bismarck et au sud-ouest de la roche Lumus. Une expédition allemande sous l'autorité d'Eduard Dallmann l'a découvert en 1873-1874. Il a nommé l'archipel en l'honneur de Guillaume Ier d'Allemagne (en allemand : Wilhelm I. ou Wilhelm Friedrich Ludwig von Preußen).

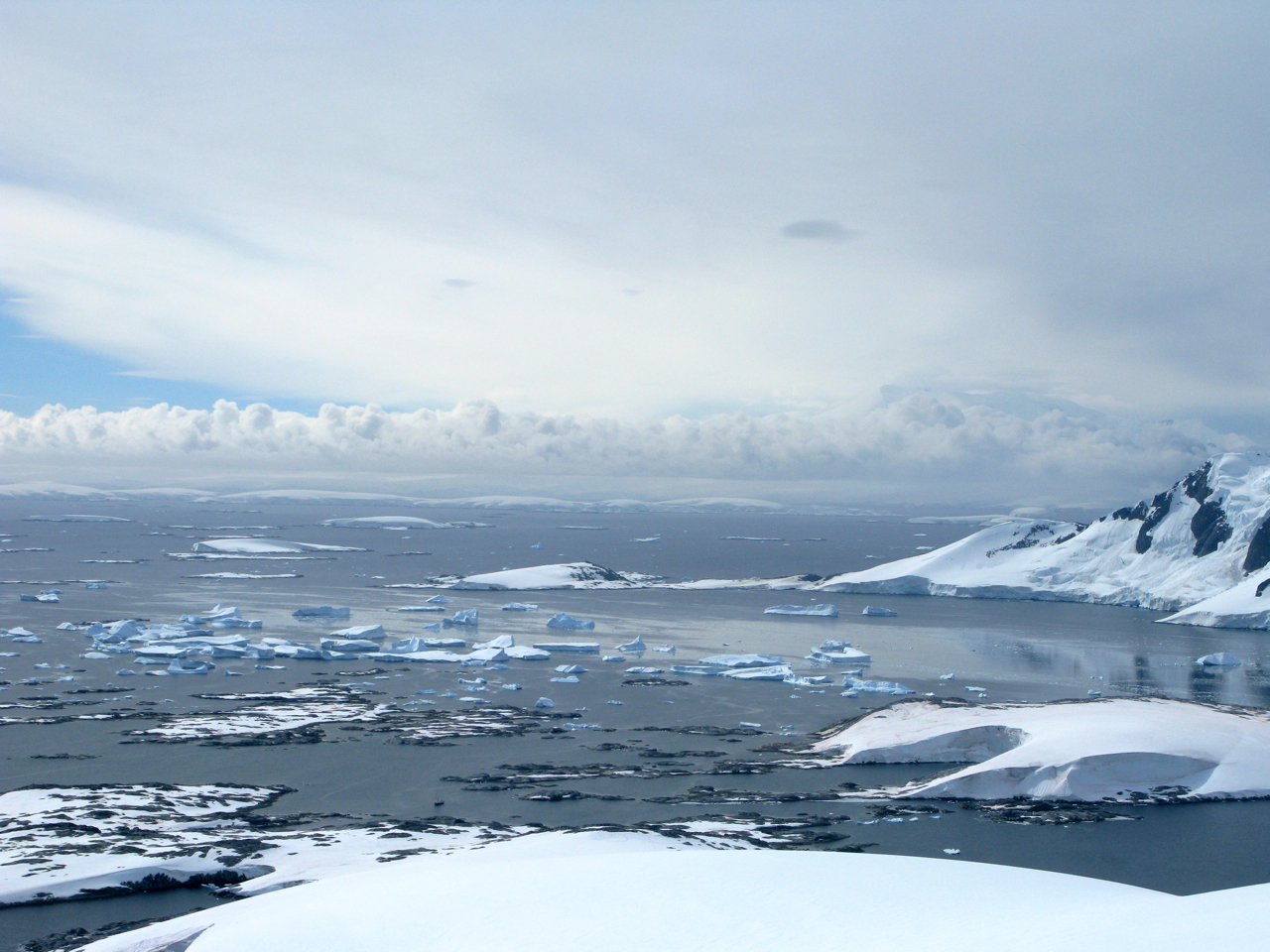
Archipel Wilhelm.

## Îles de l'archipel
Liste non exhaustive des îles de l'archipel.

### Îles individuelles
- île Booth
- île Hovgaard
- Île Petermann
- Île Pléneau

### Archipels et groupes d'îles
- Archipel Argentine
- Îles Yalour
- Îles Wauwermans
- Îles Betbeder